# Paratyndaris grassmani
Paratyndaris grassmani är en skalbaggsart som beskrevs av Parker 1947. Paratyndaris grassmani ingår i släktet Paratyndaris och familjen praktbaggar. Inga underarter finns listade i Catalogue of Life.